# Солдатське серце
«Солдатське серце» — радянський чорно-білий художній фільм-мелодрама 1958 року, знятий на кіностудії «Мосфільм».

## Сюжет
Федора Зємскова (Володимир Землянікін) призивають в армію. Важко йому розлучатися з коханою дівчиною Тонею (Роза Макагонова), залишати рідне місто… І як на зло, цього останнього дня вони посварилися. П'яний і злий бродив він вулицями на самоті, як раптом випадково зустрів Тоню. Бажаючи порозумітися з нею, Федір посадив Тоню на бар'єр сходів і… ненароком зіштовхнув її вниз…

## У ролях
- Володимир Землянікін — Федір Земсков
- Роза Макагонова — Тоня Грачова
- Микола Погодін — Андрій Орлов
- Анатолій Осмольський — Ерік Преображенський
- Павло Винник — Стьопка Філюшкін
- Євген Кузнецов — Василь Лукич, командир полку
- Геннадій Карнович-Валуа — Іван Якимович Демченко, підполковник
- Г. Яковлєв — Ігор Андрійович Одинцов, капітан
- Володимир Гуляєв — старшина роти
- Петро Константинов — Юхим Кришко, майор
- Ада Войцик — Анна Кришко
- Руслан Ахметов — Алім Ахмедов
- Валентина Березуцька — Світлана, дівчина Орлова
- Борис Бєляков — санітар
- Ніна Головіна — епізод
- Галина Єрмакова — дочка Кришко
- В. Євпланов — епізод
- Ксенія Козьміна — Клавдія Михайлівна Грачова, мати Тоні
- Микола Нікітіч — лікар
- Михайло Семеніхін — солдат
- Олексій Серьожкін — рядовий
- Олександр Ширшов — господар хати
- В. Удовиченко — епізод
- Зінаїда Воркуль — жінка на пожежі
- Галина Самохіна — мати з дитиною

## Знімальна група
- Режисер — Сергій Колосов
- Сценарист — Кирило Рапопорт
- Оператор — Антоніна Егіна
- Композитор — Володимир Юровський
- Художник — Микола Маркін